# Shout (The Isley Brothers)
Shout is een single uit 1959 van The Isley Brothers. Het werd hun eerste notering in de Amerikaanse hitlijsten. Het werd diverse keren gecoverd, waaronder door Lulu in 1964 en The Trammps in 1974.

## Achtergrond
The Isley Brothers, O'Kelly, Ronald en Rudolph, schreven Shout in 1959 tijdens een optreden in Washington D.C. Midden in hun versie van Lonely Teardrops van Jackie Wilson riep Ronald: "Well, you make me wanna shout". Zijn twee broers reageerden direct en er ontstond een spontane call-and-response-improvisatie op het podium. De drie broers kenden deze vorm goed van de kerkkoren waarin ze in hun jeugd hadden gezongen. Het publiek was enthousiast.
Na deze eerste keer gebruikten The Isley Brothers het nummer vaker tijdens optredens. Ze ontdekten dat Jackie Wilson ook zo'n soort stuk deed in zijn show. Hun platenbaas, Howard Bloom, vond dat ze het nummer als single moesten uitbrengen. Het succes was echter niet zo groot als verwacht; in de Amerikaanse Billboard Hot 100 werd de 47e positie gehaald. Het werd wel hun eerste hit in deze lijst.
In 1999 werd Shout opgenomen in de Grammy Hall of Fame. In 2004 zette het tijdschrift Rolling Stone het nummer op plaats 119 in hun lijst The 500 Greatest Songs of All Time.

### Covers
In 1964 nam Lulu een cover van Shout op, die werd toegeschreven aan Lulu and the Luvvers. Haar versie bereikte de zevende plaats in het Verenigd Koninkrijk. In 1986 nam zij het opnieuw op en kwam ditmaal tot de achtste positie in deze hitlijst. In 1964 werd het tevens gecoverd door The Beatles voor hun televisiespecial Around the Beatles. In 1995 verscheen deze versie op het compilatiealbum Anthology 1. Ook kwamen er covers uit van The Shangri-Las (1965), Tommy James and the Shondells (1967) en Harold Melvin & the Blue Notes (1975).
Het uiteindelijke succes voor Shout kwam pas met de versie van The Trammps uit 1974. Ze bouwden het om tot een disconummer en haalden de top 5 in Nederland. In 1981 verscheen de single opnieuw in Nederland; de originele versie op het label van Philadelphia (catalogusnummer PIRA 1028) en een remix bij CNR (catalogusnummer 144.910), met op de B-kant Do it again.

## Hitnotering
Deze hitnoteringen zijn behaald door de versie van The Trammps.

### Nederlandse tipparade
| Positie: | 20 | 14 | 10 | 9 | 6 | uit |

### Nederlandse Top 40
| Positie: | 33 | 24 | 15 | 9 | 5 | 5 | 6 | 8 | 12 | 20 | 29 | 33 | uit |

### Nationale Hitparade
| Positie: | 19 | 15 | 8 | 5 | 6 | 6 | 9 | 11 | 19 | 22 | uit |

### Ultratop 50
| Positie: | 24 | 23 | 17 | 25 | uit |

| Positie: | 19 | 16 | 11 | 8 | 7 | 10 | 18 | 21 | uit |

### Radio LuxemburgTop 20
| Positie: | 15 | 18 | 19 | uit |

### NPO Radio 2 Top 2000
| Nummer met noteringen in de NPO Radio 2 Top 2000 | '99 | '00  | '01 | '02 | '03 | '04 | '05 | '06 | '07 | '08 | '09  | '10  | '11  | '12  | '13  | '14  | '15  | '16  |
| ------------------------------------------------ | --- | ---- | --- | --- | --- | --- | --- | --- | --- | --- | ---- | ---- | ---- | ---- | ---- | ---- | ---- | ---- |
| Shout                                            | 941 | 1224 | 903 | 913 | 857 | 908 | 985 | 935 | 976 | 924 | 1250 | 1012 | 1196 | 1202 | 1280 | 1345 | 1538 | 1711 |

1. ↑  Een vetgedrukt getal geeft de hoogste notering aan.
2. ↑  Deze tabel is bijgewerkt tot en met de laatste editie (2024).